# Hutton (krater)
För andra betydelser, se Hutton.
Hutton är en nedslagskrater på planeten Mars namngiven efter geologen James Hutton.
Kratern har en diameter på ungefär 91 km.